# Мягков, Тимофей Егорович
Тимофе́й Его́рович Мягко́в (10 [22] июня 1811, село Тёплое, Лебедянский уезд, Тамбовская губерния  — 2 [14] февраля 1865, Москва) — русский живописец и иконописец, портретист. Один из первых выпускников Московского училища живописи, ваяния и зодчества, член Московского общества любителей художеств.

## Биография

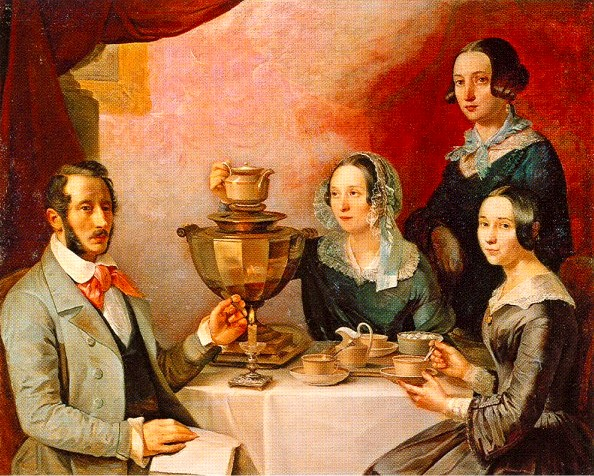
Т. Е. Мягков. Семейство за чайным столом. 1844. Государственная Третьяковская Галерея

Родился 10 (22) июня 1811 года в селе Тёплое Лебедянского уезда Тамбовской губернии  в семье однодворца Егора Петровича Мягкова и его жены, Агафьи Емельяновны. Поступил в Московское училище живописи, ваяния и зодчества, где учился, видимо, в период от 1833 до 1842 года. Первое время жил у художника Максимова Алексея Максимовича. Учёбу в Москве совмещал с работой — расписывал храмы в Тамбовской и Рязанской губерниях и выполнял портреты местных помещиков, купцов и священнослужителей.
В 1842 году от Императорской Академии художеств получил звание неклассного художника (за номером семь) за картину «Старуха с девушкой, подающей милостыню мальчику» — «во внимание к хорошим познаниям в живописи исторической и портретной». В 1843 году принимал участие в выставке ученических работ, устроенной по случаю создания Московского училища живописи, ваяния и зодчества и был отмечен как «обещающий быть портретистом отличным». В 1845 году был награждён серебряной медалью второго достоинства за работу «Семейство за чайным столом» («Семейная сцена», «Семейный портрет» — портрет семьи Загряжских) и портрет г-на Загряжского.
Много работал в церквях и храмах Москвы и других городов, таких как Тула, Тверь, Елец, Задонск, Лебедянь. Так, в Твери, при капитальном возобновлении живописи в кафедральном Спасо-Преображенском соборе, написал «две картины: апостол Павел, проповедующий в Афинском ареопаге, и Спаситель, насыщающий пять тысяч народа пятью хлебами».
Имел собственный дом в Москве на Выползовом переулке. Дочь Мягкова, Екатерина, вышла замуж за художника А. М. Колесова.
Скончался в Москве 2 (14) февраля 1865 года и был похоронен на Лазаревском кладбище.

## Творчество

### Погибшие работы
Большая часть его работ погибла вместе с храмами. На сегодня установлено, что им были выполнены:
- в 1834 для храма Дмитрия Солунского в Данкове 9 больших картин, среди которых «Насыщение пяти тысяч пятью хлебами» (8,5 х 10 м), и четыре образа; для Георгиевской церкви в том же Данкове — 5 больших картин и 23 образа;
- в 1835 — живописные работы в Храме Рождества Христова в Палашах (разрушен в 1935); восстановление иконы Божией Матери «Взыскание погибших» (перенесена в храм Воскресения Словущего на Успенском Вражке).
- в 1842—1844 гг. роспись Владимирского храма в Ельце;
- в период с 1844 по 1855 гг. реставрационные работы в Чудовом монастыре под руководством архитектора М. Д. Быковского, в частности, в Алексеевской церкви (взорвана в 1929 г.);
- около 1847 г. — все иконы и настенная живопись в Храме Казанской иконы Божией Матери в Туле (разрушен в 1929 г.);
- в период между 1848 г. и 1854 г. — живописные работы в Спасо-Преображенском соборе в Твери (разрушен в 1935 г.);
- около 1850 г. — иконостасы для Владимирского собора (проект архитектора К. Тона) в Задонском Рождество-Богородицком монастыре; лучшими в художественном отношении считались в них иконы Спасителя, Божией Матери и Александра Невского в главном иконостасе, Спасителя и Богоматери в приделе св. мученицы царицы Александры, св. мученицы Валентины, преподобной Марии Египетской, жертвоприношение Авраама и видение пророка Исаии, запрестольная икона Спасителя в главном алтаре, в 9 аршин высоты;
- между 1855 и 1861 гг. — настенная роспись, в том числе в куполе, в Ново-Казанском соборе Лебедяни, а также пять больших картин, среди которых копия картины Александра Иванова Явление Христа народу (не сохранились);
- в 1865 г. — роспись стен в храме Троицы Живоначальной в Троицкой Слободе на Самотеке (совместно с художником Колесовым А. М.);
- живописные работы в храме Святителя Николая на Пупышах (разрушена в 1931 г.).

Среди утерянных работ целая серия портретов:
- Авдотьи Петровны Елагиной, хозяйки одного из самых знаменитых московских литературных салонов пушкинской эпохи
- Ивана Алексеевича Яковлева, отца Александра Герцена
- Соломона Михайловича Мартынова (отца печально известного Николая Мартынова)
- Копьева Алексея Даниловича, писателя
- Архиепископа Евгения (Казанцева)
- Князей Голицыных
- Апраксиных
- Загряжских

### Уцелевшие работы

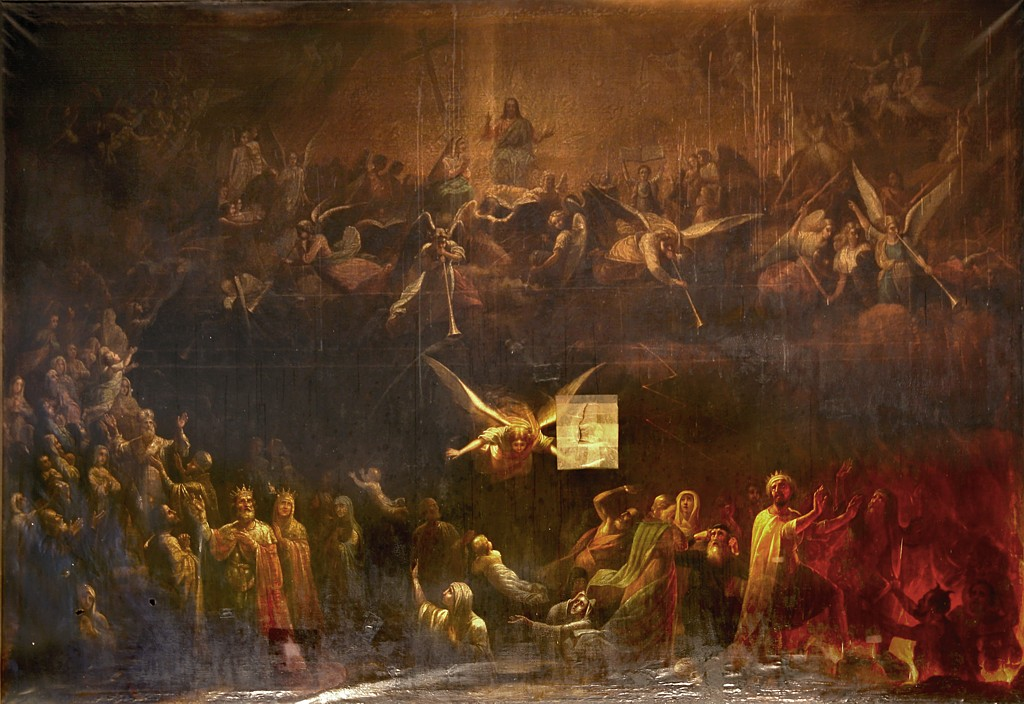
Т. Е. Мягков Страшный суд. (1840-е)
Храм Святителя Николая в Кузнецах, Москва

- В Третьяковской галерее хранится тот самый «Семейный портрет», за который художник получил серебряную медаль
- Портрет неизвестного (также в Третьяковской галерее).
- Портрет графа Ивана Гавриловича Чернышева-Кругликова. 1843. Собрание живописи Государственного Исторического Музея, Москва.
- Портрет графини Софьи Григорьевны Чернышевой-Кругликовой, жены Ивана Гавриловича Чернышева-Кругликова. 1843. Собрание живописи Государственного Исторического музея, Москва.
- Семья помещика. 1842. Рязанский государственный областной художественный музей им. И. П. Пожалостина.
- «Подача милостыни». Государственное музейное объединение «Художественная культура Русского Севера».
- «Святое распятие». Липецкий областной краеведческий музей.
- «Распятие». 1856. Томский областной краеведческий музей.
- Росписи в Храме Воскресения Словущего в Покровском ставропигиальном женском монастыре в Москве.
- Росписи в Храме Святителя Николая в Кузнецах в Москве, а также работы «Страшный суд» и «Голгофа» — храм не закрывался во времена советской власти, благодаря чему и сохранились картины. Картины находятся на реставрации в Третьяковской галерее.
- Портрет молодого человека (частная коллекция).
- «Монахиня перед Распятием». 1854. Государственный историко-художественный и литературный музей-заповедник «Абрамцево».

## Галерея работ

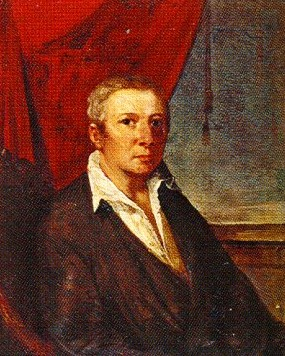
Мягков Т.Е. Портрет неизвестного (ГТГ)
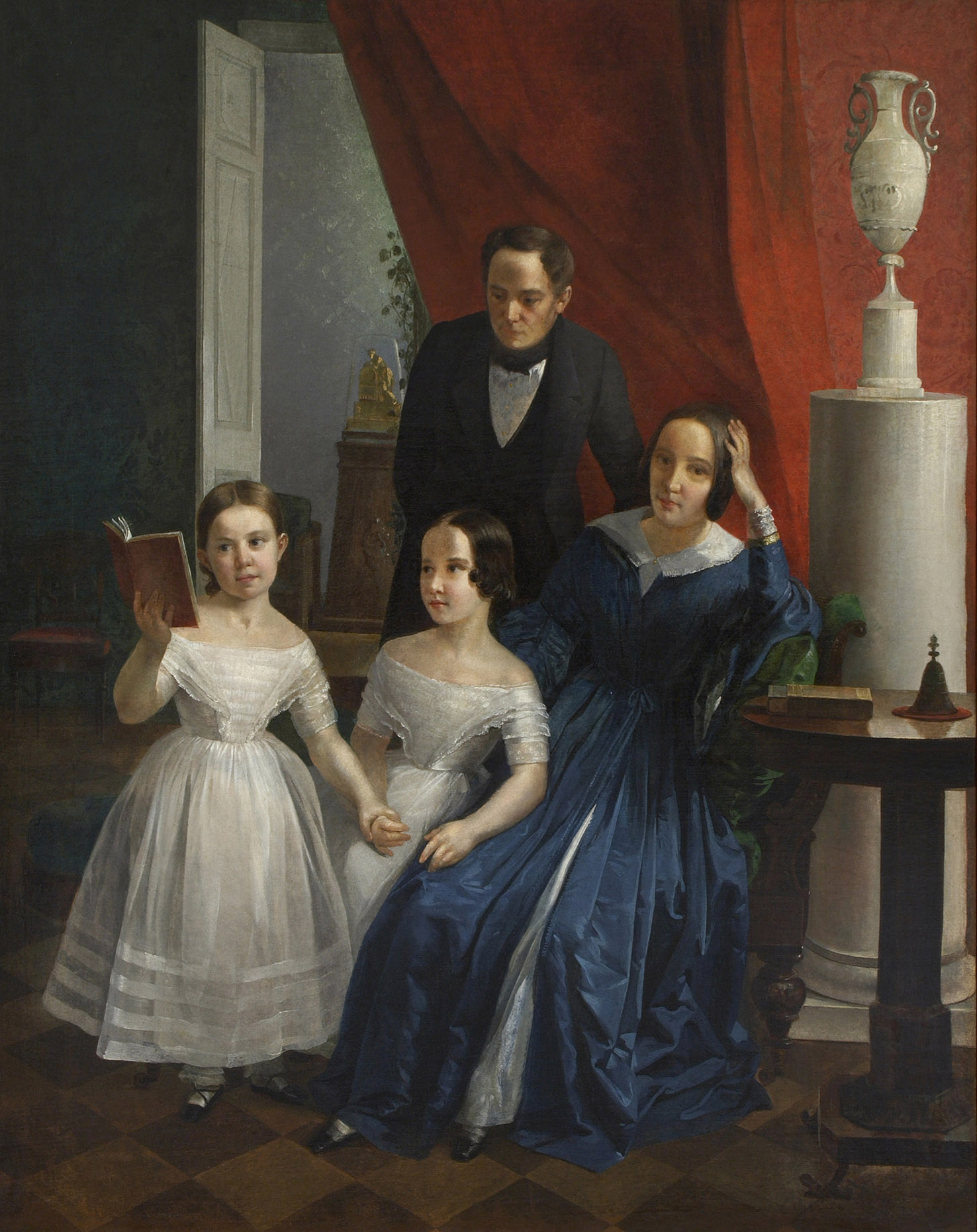
Мягков Т.Е. Семейный портрет
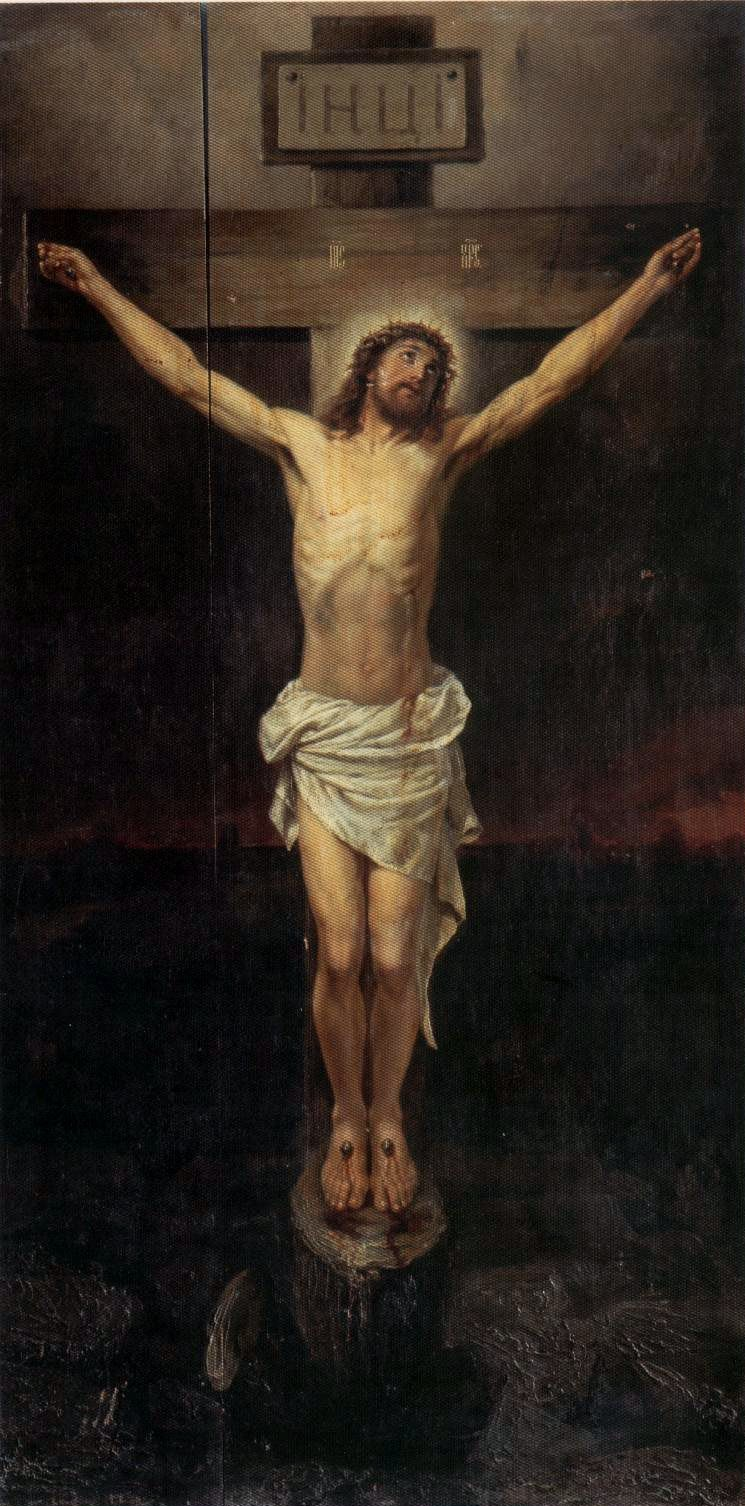
Мягков Т.Е. Святое Распятие (Липецкий музей)
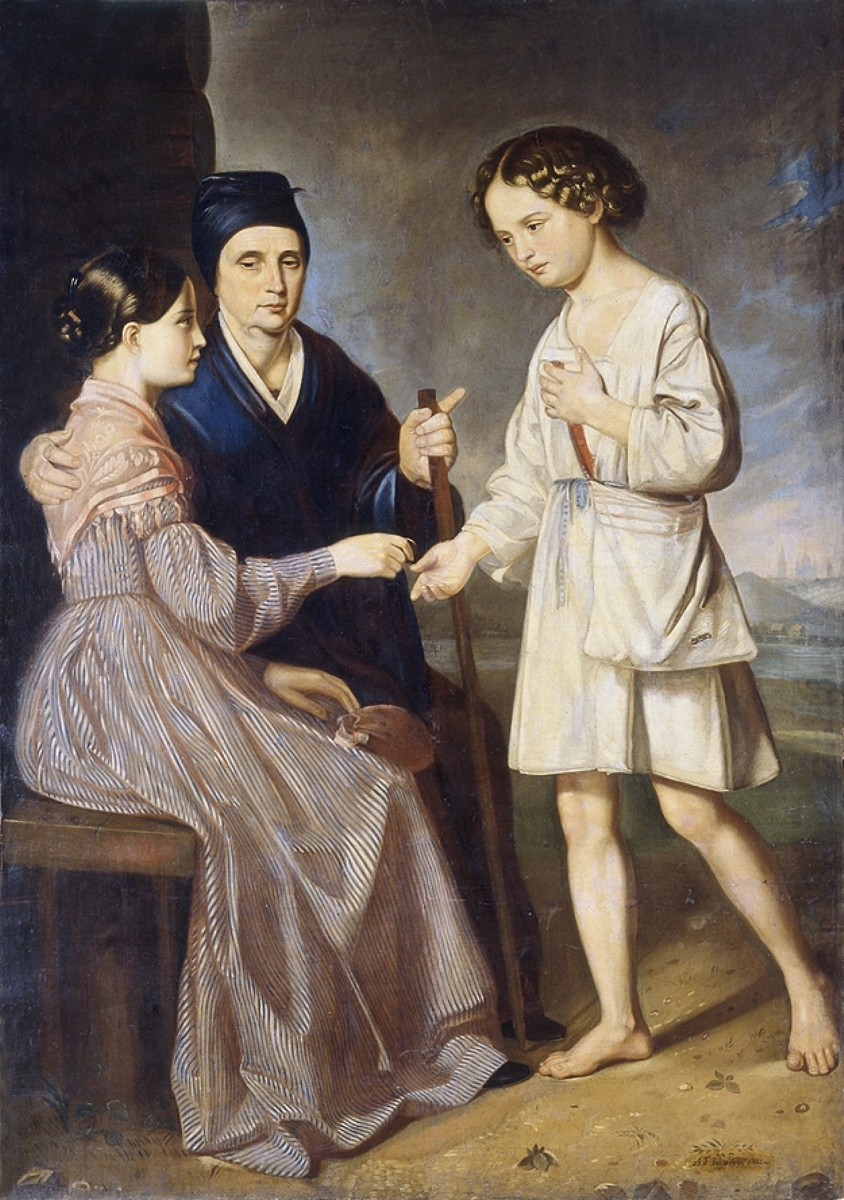
Мягков Т.Е. Подача милостыни
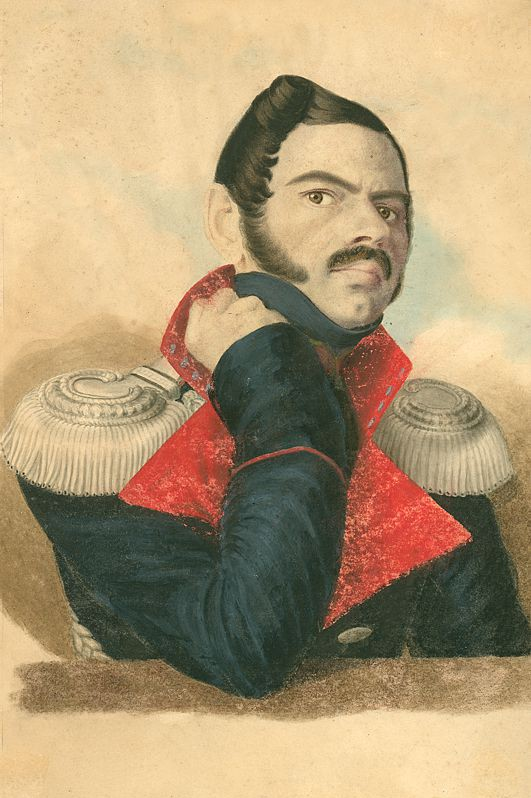
Мягков Т.Е. Портрет М.П. Вронченко, Акварель
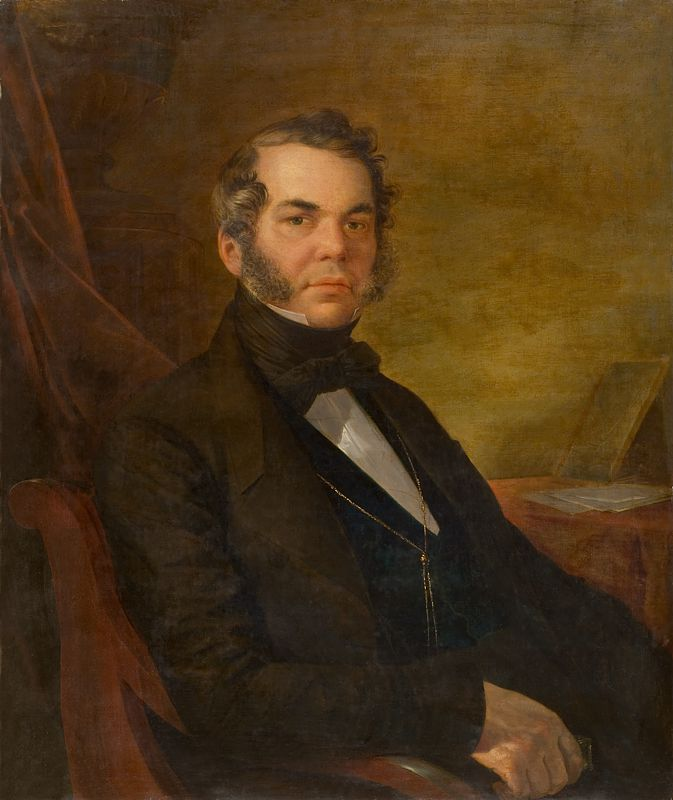
Мягков Т.Е. Портрет графа Ивана Гавриловича Чернышева-Кругликова
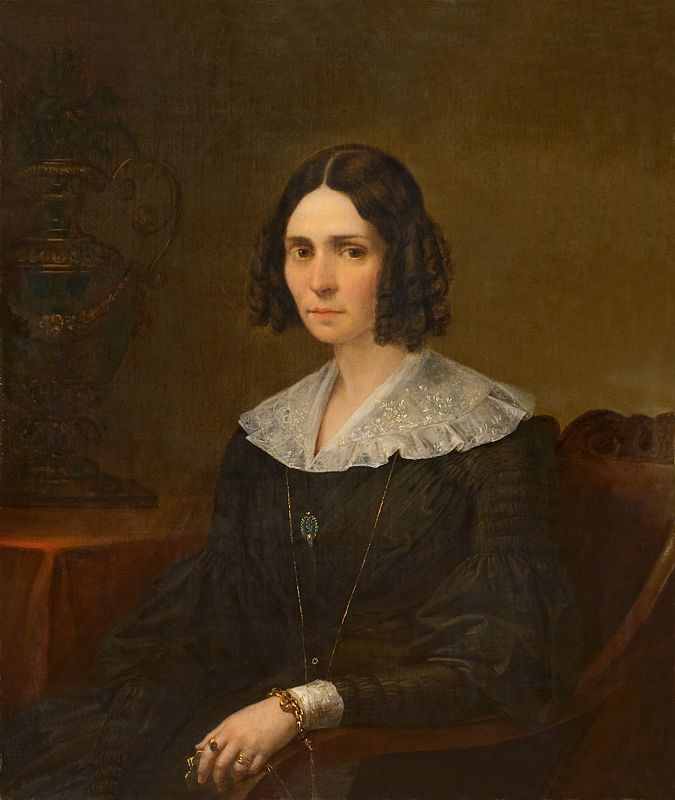
Мягков Т.Е. Портрет Софьи Григорьевны Чернышевой-Кругликовой
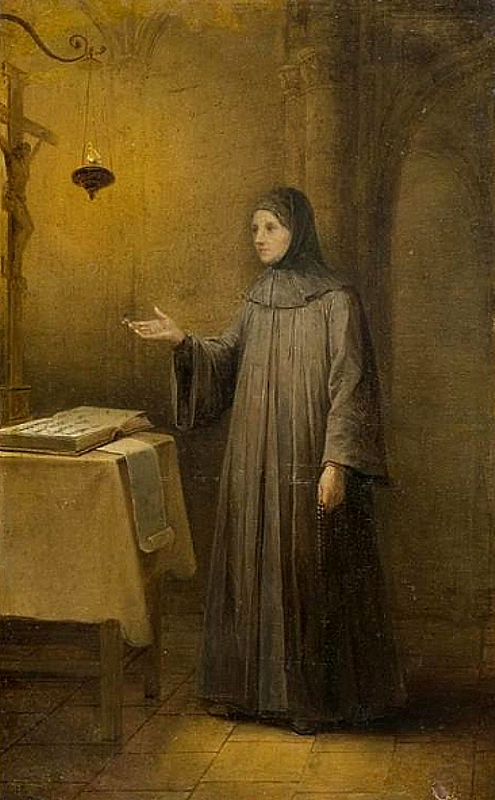
Мягков Т.Е. Портрет в интерьере. Монахиня перед распятием (Музей-заповедник "Абрамцево")
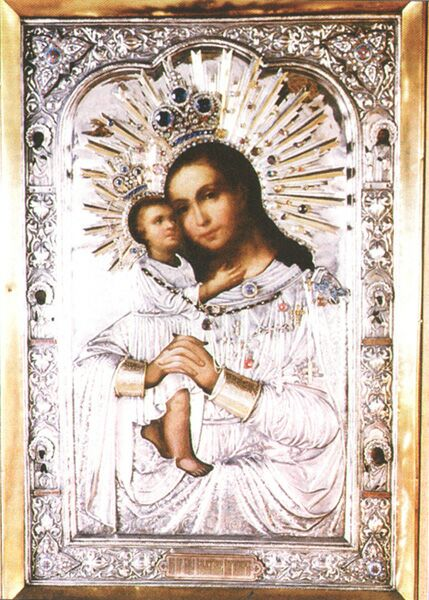
Мягков Т.Е. Икона Взыскание погибших
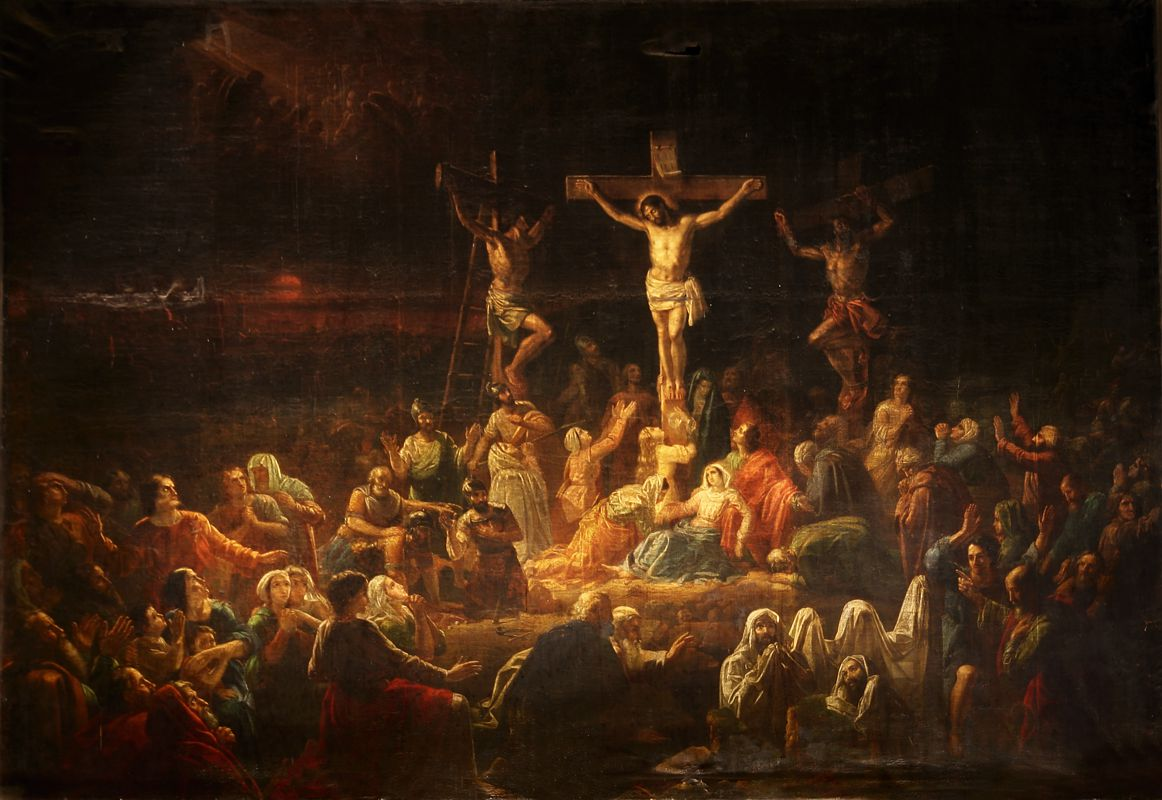
Мягков Т.Е. Распятие (Храм Святителя Николая в Кузнецах, Москва)
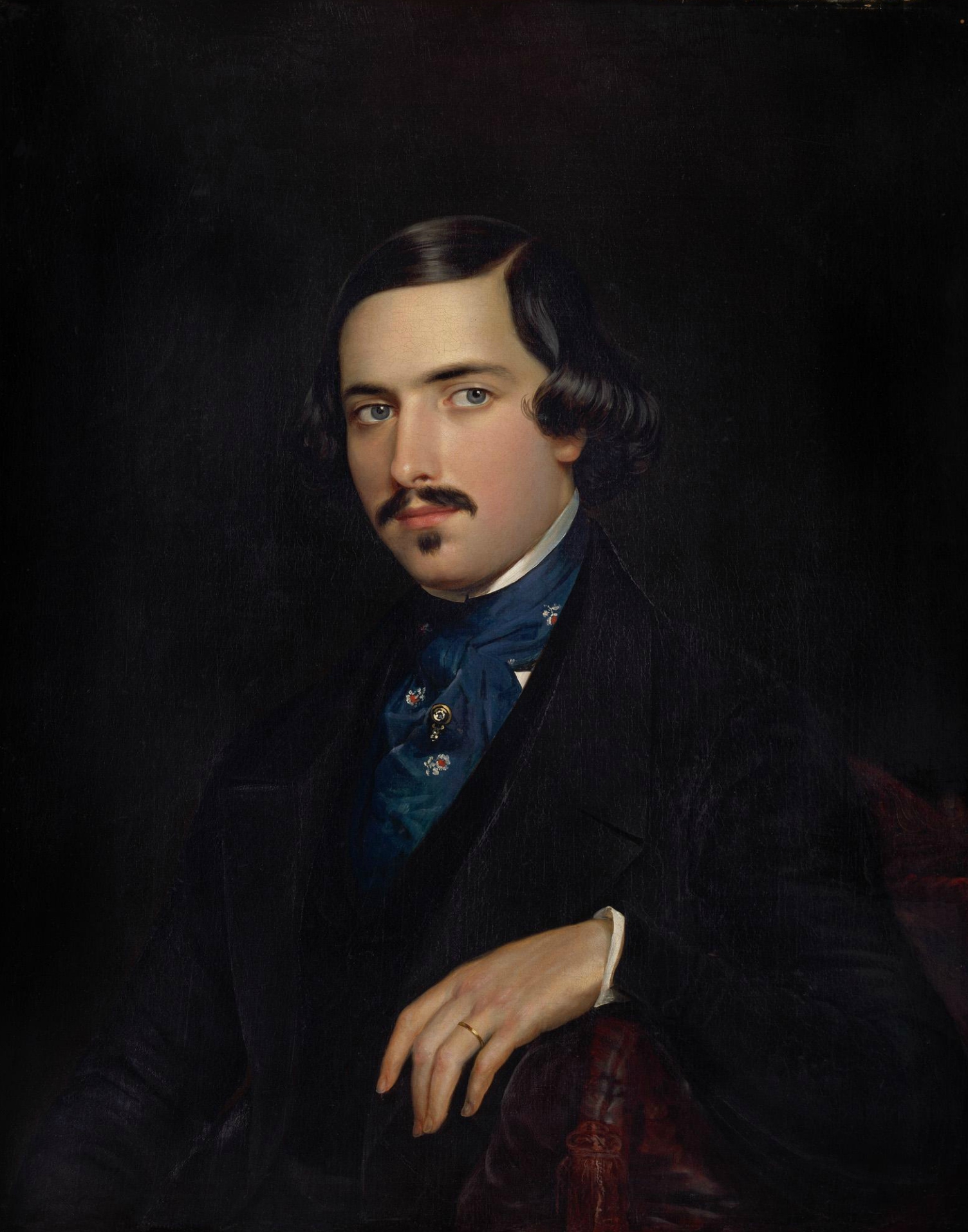
Мягков Т.Е. Портрет молодого человека 1842
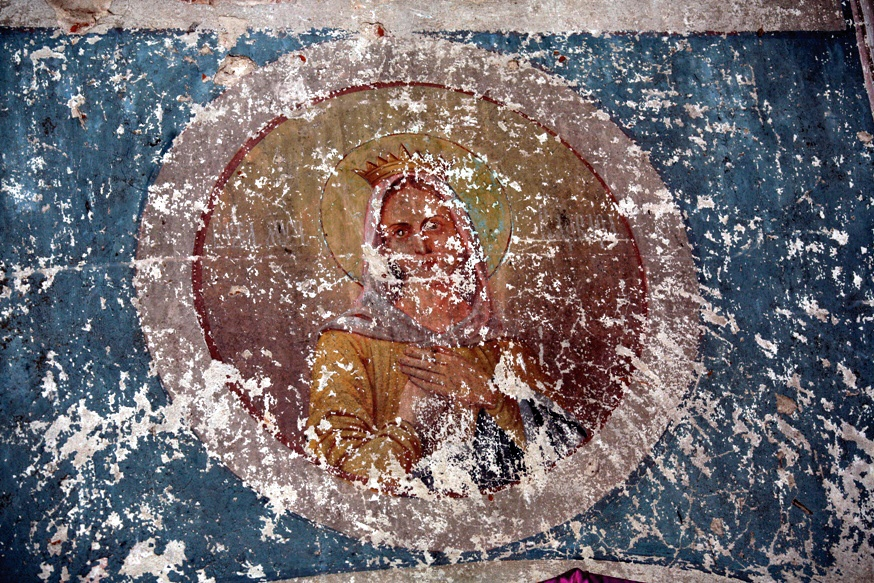
Мягков Т.Е. Роспись из церкви Космы и Дамиана. Святая Варвара, Ледедянь
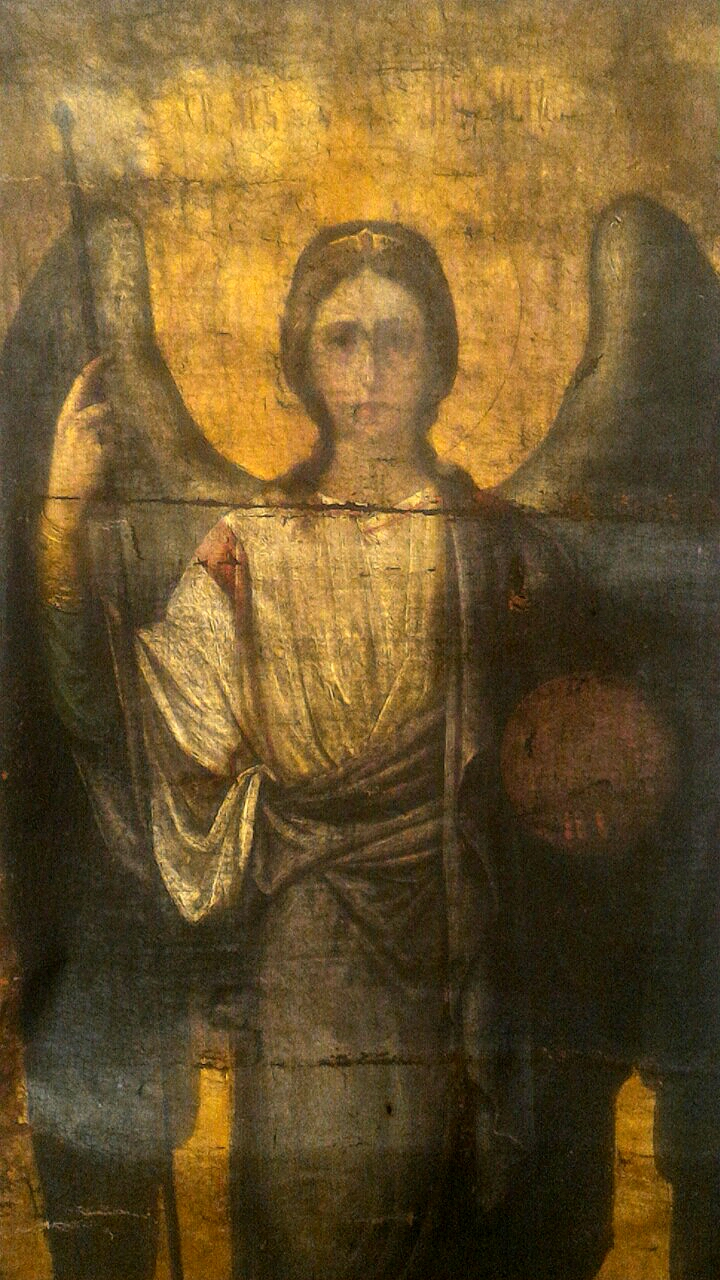
Мягков Т.Е. Икона на холсте Св. Архангел Михаил (хранится в семье в г. Лебедянь)
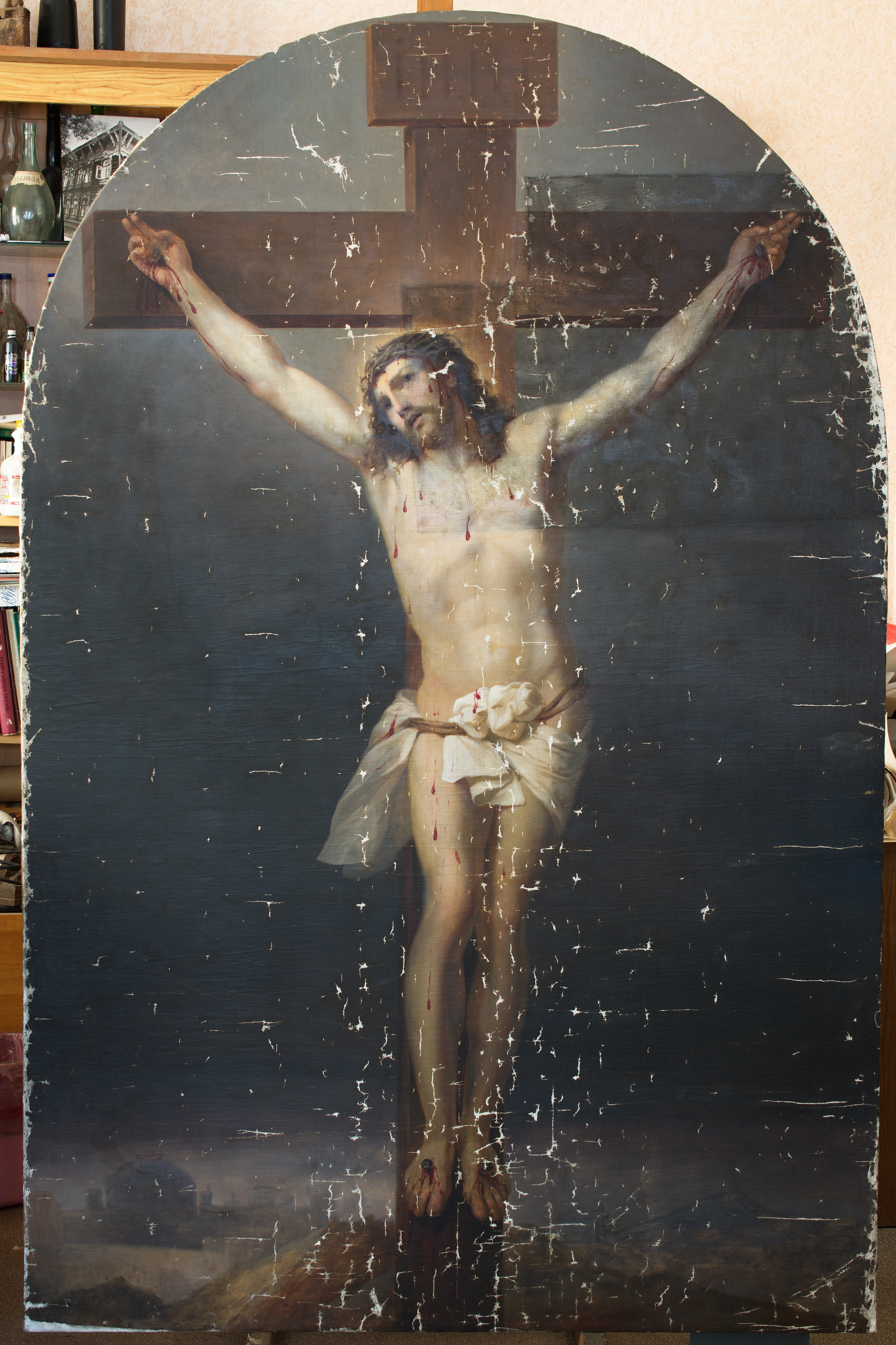
Мягков Т.Е. Святое Распятие (Томский музей)